# Saint-Zéphirin-de-Courval
Saint-Zéphirin-de-Courval es un municipio parroquial canadiense situado en la provincia de Quebec.

## Superficie
Saint-Zéphirin-de-Courval tiene una superficie de 71,94 km².

## Demografía
En 2021, tenía 707 habitantes, una densidad poblacional de 9,8 hab./km², y 310 viviendas.